# Раставићи
Раздео раставића, Equisetophyta, обухвата вишегодишње биљке чланковитог стабла, без семена, а самим тим и без цвета. Листови су им пршљенасто распоређени између свака два чланка.
Раздео обухвата три класе: Hyeniopsida, Sphenophyllopsida и Equisetopsida. Прве две класе су биле веома богате врстама, међу којима је било високог дрвећа и до 15 m. Врсте ових класа су градиле читаве шуме у карбону, али су до данашњих дана изумрле. Савремени представници припадају трећој класи која броји једну фамилију са једним родом и око тридесетак врста вишегодишњих и зељастих биљака.